# أوخسار
أوخسار هي قرية في مقاطعة نقدة، إيران. يقدر عدد سكانها بـ 213 نسمة بحسب إحصاء 2016.